# Gimnàstic Valira
El Gimnàstic Valira fue un equipo de fútbol de Andorra que jugó en la Primera División de Andorra, la primera categoría nacional.

## Historia
Fue fundado en el año 1993 en la localidad de Las Escaldas, Andorra, y cuatro años después juega por primera vez en la Primera División de Andorra en la que terminó en el lugar 11 entre 12 equipos.
En 1998 volvió a participar en la liga y de nuevo terminó en último lugar, ganando un solo partido de 22 jugados, y descendió. No se tienen más registros de la participación del equipo en los campeonatos locales en las temporadas siguientes.
El club estuvo tres temporadas en la Primera División de Andorra en las que jugó 64 partidos, de los cuales siete fueron victorias, seis empates y 51 derrotas; anotó 81 goles y recibió 264.